# Call on Me (canción)
«Call on Me» es una canción interpretada por la banda estadounidense Chicago, publicada en junio de 1974 como el segundo sencillo del sexto álbum de estudio de la banda, Chicago VII.

## Escritura y temática
«Call on Me» fue la primera composición de Loughnane lanzada por la banda. Fue escrito con la ayuda no acreditada de Peter Cetera. Loughnane fue el último miembro original de Chicago en recibir un crédito de composición.
Según Cetera, Loughnane necesitaba ayuda. “Traté de ayudar a Lee Loughnane con una canción”, dijo Cetera, “y esa canción resultó ser «Call on Me». Lee había escrito una canción que no se llamaba «Call on Me», se llamaba de otra manera y, de hecho, era terrible. Un día hablé con él en el rancho y estaba fuera de forma. Dijo que había tocado la canción para los chicos y que, de hecho, le habían dicho que se largara de allí con la canción. Yo dije: ‘Bueno, anda, vamos a intentarlo’. Así que Lee y yo reescribimos la letra, reescribimos la melodía y se nos ocurrió la canción llamada «Call on Me», que fue un gran éxito para él”. Loughnane lo recuerda de manera un poco diferente. “Peter cambió un par de palabras y la forma en que cantó la melodía para poder tocar el bajo y cantar la melodía al mismo tiempo porque así era como lo sentía”. Loughnane agregó: “Aprecio sus esfuerzos y logramos que la canción fuera un éxito”.

## Recepción de la crítica
Un escritor no especificado de la revista Billboard escribió: “Como siempre, el sonido distintivo de Chicago con voces solistas y armónicas y líneas de viento fuertes pero no exageradas. Bueno, el disco suena a verano y recuerda un poco al «Saturday in the Park» del año pasado, que debería ser otro gran éxito para el grupo”.

## Lista de canciones
7-inch single – Columbia 4-46062
1. «Call on Me» (Lee Loughnane) – 4:00
2. «Prelude to Aire» (Danny Seraphine) – 2:46

## Créditos y personal
Créditos adaptados desde las notas de álbum de Chicago VII.
Chicago
- Peter Cetera – bajo eléctrico, voz principal y coros
- Terry Kath – guitarra
- Robert Lamm – piano Rhodes, coros
- James Pankow – trombón, arreglos
- Walter Parazaider – saxofón tenor
- Lee Loughnane – trompeta, coros
- Danny Seraphine – batería

Músicos adicionales
- Guille Garcia – conga
- Laudir de Oliveira – percusión

## Posicionamiento

### Gráfica semanal
| Gráfica (1974)                            | Pico de posición |
| ----------------------------------------- | ---------------- |
| Canadá (RPM Top Singles)                  | 1                |
| Quebec (ADISQ)                            | 7                |
| Estados Unidos (Billboard Hot 100)        | 6                |
| Estados Unidos (Billboard Easy Listening) | 1                |
| Estados Unidos (Cash Box Top 100 Singles) | 10               |

### Gráfica de fin de año
| Gráfica (1974)                            | Pico de posición |
| ----------------------------------------- | ---------------- |
| Canadá (RPM Top Singles)                  | 100              |
| Estados Unidos (Billboard Hot 100)        | 98               |
| Estados Unidos (Billboard Easy Listening) | 32               |